# Fernando da Piedade Dias dos Santos
Fernando da Piedade Dias dos Santos, noto anche come Nandó (Luanda, 5 marzo 1952), è un politico angolano.
Eletto Primo Ministro nel novembre 2002 è entrato in carica il 6 dicembre dello stesso anno, carica peraltro scoperta dal 1999, dal 2010 al 2012 è stato Vicepresidente dell'Angola. In precedenza è stato ministro dell'interno.